# Alfredo Brown
Alfredo Carr Brown (ur. 1 grudnia 1886, zm. 30 sierpnia 1958) – argentyński piłkarz, grający podczas kariery na pozycji napastnika.

## Kariera klubowa
Alfredo Brown podczas kariery w latach 1904–1911 występował w klubie Alumni AC.
Z Alumni sześciokrotnie zdobył mistrzostwo Argentyny w 1905, 1906, 1907, 1909, 1910 i 1911.

## Kariera reprezentacyjna
W reprezentacji Argentyny Brown występował w latach 1906–1911. Zadebiutował 15 sierpnia 1906 w wygranym 2-0 meczu z Urugwajem, którego stawką była Copa Lipton. Brown w 28 min. strzelił pierwszą bramkę.
Ostatni raz w reprezentacji Brown wystąpił 8 października 1911 w przegranym 1-1 meczu z Urugwajem, którego stawką było Gran Premio de Honor Uruguayo. Ogółem w barwach albicelestes wystąpił w 9 meczach (w 4 był kapitanem), w których zdobył 4 bramki.
| #  | Data       | Miasto       | Przeciwnik | Gol       | Wynik | Rozgrywki   |
| -- | ---------- | ------------ | ---------- | --------- | ----- | ----------- |
| 1. | 15.08.1906 | Montevideo   | Urugwaj    | Gol       | 2:0   | Copa Lipton |
| 2. | 15.08.1907 | Buenos Aires | Urugwaj    |           | 2:1   | Copa Lipton |
| 3. | 06.10.1907 | Montevideo   | Urugwaj    |           | 2:1   | Copa Newton |
| 4. | 15.08.1908 | Montevideo   | Urugwaj    |           | 2:2   | Copa Lipton |
| 5. | 13.09.1908 | Buenos Aires | Urugwaj    |           | 2:1   | Copa Newton |
| 6. | 04.10.1908 | Buenos Aires | Urugwaj    |           | 0:1   | Gran Premio |
| 7. | 10.10.1909 | Buenos Aires | Urugwaj    | Gol · Gol | 3:1   | Gran Premio |
| 8. | 17.09.1911 | Montevideo   | Urugwaj    | Gol       | 3:2   | Copa Newton |
| 9. | 08.10.1911 | Montevideo   | Urugwaj    |           | 1:1   | Gran Premio |